# 이와네촌 (후쿠시마현)
이와네촌(岩根村)은 후쿠시마현 아다치군에 설치되었던 촌이다. 1956년 4월 30일 모토미야정에 편입합병되고 폐지되었다.

## 지리
모토미야시 서부가 이와네촌이 있던 곳이다.

## 역사
- 1889년 4월 1일 - 정촌제 시행에 의해 이와네촌, 세키시타촌이 합병해 아사카군 이와네촌이 성립하였다.
- 1956년 4월 30일 - 이와네촌이 모토미야정에 편입합병되고 폐지되었다.

## 인구
- 1889년 1,550
- 1920년 1,871
- 1947년 2,708

## 참고 문헌
- 角川日本地名大辞典編纂委員会『角川日本地名大辞典 7 福島県』、角川書店、1981年 ISBN 4040010701
- 日本加除出版株式会社編集部『全国市町村名変遷総覧』、日本加除出版、2006年、ISBN 4817813180